# Onthophagus mimikanus
Onthophagus mimikanus es una especie de insecto del género Onthophagus, familia Scarabaeidae, orden Coleoptera.

## Historia
Fue descrita científicamente por Balthasar en 1969.